# Alcea setosa
Alcea setosa là một loài thực vật có hoa trong họ Cẩm quỳ. Loài này được (Boiss.) Alef. mô tả khoa học đầu tiên năm 1862.